# 桃月庵雛太郎
桃月庵 雛太郎（とうげつあん ひなたろう）は、芸人の名跡。この名は、桃月庵、桃月亭、桂、柳亭などさまざまな亭号が使われている。代々音曲師や色物の芸人が名乗った名前である。

## 桃月庵雛太郎
- 初代桃月庵雛太郎（生没年不詳）
  - 初め初代司馬龍生の門で右龍。
  - のちに司馬雛太郎から亭号を変え、桃月庵雛太郎となる。初代七昇亭花山文と競い合い並び称された音曲師。
- 2代目桃月庵雛太郎（生没年不詳）
  - 初め2代目入船扇蔵の門で入船春の助。後に初代雛太郎の門で花太郎から雛太郎となった。
- 桃月庵雛太郎 - もう1人か2人いた模様だが、つまびらかならず。

## 桃月亭雛太郎
桃月亭 雛太郎（生没年不詳）本名：矢代 米作。
- 日露戦争に従軍し片足を失ったが、明治30年代末に戦友だった初代柳亭芝楽に拾われ入門。芝鶴を名乗り、のち明治の末に、師匠芝楽が5代目左楽を襲名したのをきっかけに左鶴となる。さらに1917年2月に桃月亭雛太郎となる。
- なまりがひどく、落語家の大成をあきらめて音曲師に転向した。追分節を得意とした。1930年頃の柳連・睦会の番付まで名前が確認できる。

## 柳亭雛太郎
柳亭 雛太郎（1916年 - 1956年4月1日）本名：斉藤 庸司。
- 最初は吉原の幇間（太鼓持ち）。
- 戦後まもなく五代目柳亭左楽の門で柳亭 要（りゅうてい かなめ）となる。
- 1946年に柳亭雛太郎と改名。
- 売り物は小噺、寄席踊り、雷門五郎をまねた袴を身にまとっての「操り踊り」。
- 戦後まで活動し、師匠左楽とともに上方の戎橋松竹に出演するなどした。

## 桂雛太郎
- 桂雛太郎 - 後の桂文鏡。
- 桂雛太郎 - 後の秋風亭米枝。
- 桂ひな太郎 - 落語家。当該項目で記述。